# Борисенко, Вячеслав Вадимович
Вячеслав Вадимович Борисенко (укр. Борисенко В'ячеслав Вадимович; род. 24 марта 2002, Житомир) — украинский футболист, вратарь

## Биография
Футболом начал заниматься в возрасте восьми лет в клубе ДЮСШ «Феникс» г. Житомир. Спустя четыре года стал игроком УФК-Карпаты из Львова Бронзовый призер чемпионата Украины ДЮФЛ 2018 года . В 17 лет перешел в «Александрию», где начал выступать за юниорскую команду (U-19). В чемпионате Украины среди юниорских команд сыграл 5 матчей, в которых пропустил 2 гола. 1 июня 2020 года перешел в молодежную команду «Александрии» (U-21).
В середине октября 2020 года 27 футболистов и работников клуба заболели COVID-19, среди них — три голкипера «Александрии». В результате чего, Вячеслав Борисенко 18 октября 2020 вышел на игру 6-го тура УПЛ с ФК «Ингулец» из Петрово в основном составе команды. Голкипер провел на поле весь матч, пропустил 3 мяча, 2 из которых — с пенальти. По итогам игры интернет-издание Football.ua включило его в символическую сборную тура.